# Liste der Monuments historiques in Thaas
Die Liste der Monuments historiques in Thaas führt die Monuments historiques in der französischen Gemeinde Thaas auf.

## Liste der Objekte
| Bezeichnung                             | Beschreibung           | Standort                       | Kennzeichnung | Schutzstatus | Datum | Bild |
| --------------------------------------- | ---------------------- | ------------------------------ | ------------- | ------------ | ----- | ---- |
| Skulptur Heiliger Medardus              | Stein, 16. Jahrhundert | in der Kirche St-Médard (Lage) | PM51003407    | Inscrit      | 1999  |      |
| Skulptur Madonna mit Kind               | Stein, 16. Jahrhundert | in der Kirche St-Médard (Lage) | PM51001095    | Classé       | 1912  |      |
| Skulptur Heiliger Erasmus von Antiochia | Holz, 18. Jahrhundert  | in der Kirche St-Médard (Lage) | PM51003405    | Inscrit      | 1999  |      |
| Skulptur Heiliger Leonhard              | Stein, 16. Jahrhundert | in der Kirche St-Médard (Lage) | PM51003406    | Inscrit      | 1999  |      |